# Francisco Manuel Blanco
Pour les articles homonymes, voir Blanco.
 (février 2019).
Si vous disposez d'ouvrages ou d'articles de référence ou si vous connaissez des sites web de qualité traitant du thème abordé ici, merci de compléter l'article en donnant les références utiles à sa vérifiabilité et en les liant à la section « Notes et références ».
Francisco Manuel (ou Manoel) Blanco est un religieux et botaniste espagnol, né en 1778 ou 1780 à Navianos et mort en 1845 à Manille.

## Biographie
Francisco Manuel Blanco fait partie de l’ordre de Saint-Augustin. Il est d’abord envoyé à Angat dans la province de Bulacan aux Philippines. Il exerce diverses fonctions et obtient, vers la fin de sa vie, la fonction de délégué de son ordre à Manille et voyage beaucoup à travers tout l’archipel. Il est l’auteur d’une flore des Philippines, Flora de Filipinas según el sistema de Linneo (Manille, 1837, réédité en 1845). Celestino Fernández-Villar (1838-1907) fera paraître, de 1877 à 1883, une mise à jour de cet ouvrage.

## Éponymie
- Carl Ludwig Blume lui a dédié le genre Blancoa de la famille des Palmae.
- La revue de botanique Blancoana publiée par le département de botanique de l'Université de Jaén a été nommée en son nom.